# Claudia Eckert

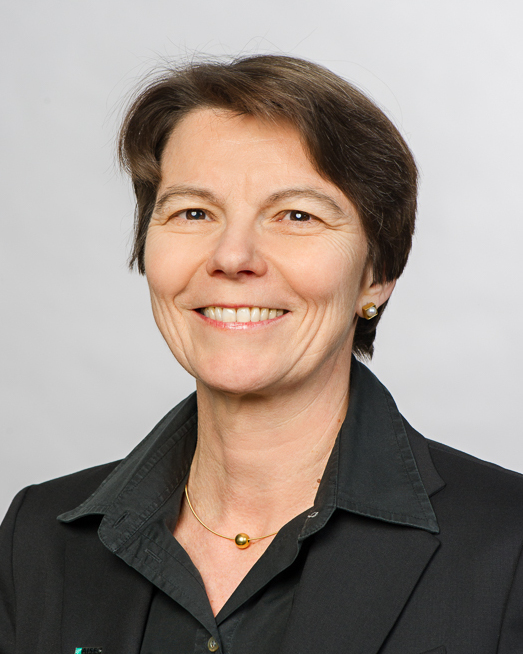
Claudia Eckert (2015)

Claudia Eckert (* 14. Juli 1959 in Duisburg) ist eine deutsche Informatikerin. Sie ist Leiterin des Lehrstuhls „Sicherheit in der Informatik“ an der School of Computation, Information and Technology der Technischen Universität München sowie Leiterin des Fraunhofer-Instituts für Angewandte und Integrierte Sicherheit (AISEC) in Garching bei München.

## Lebenslauf
Ihr Diplom in Informatik erwarb sie an der Universität Bonn, 1993 promovierte und 1999 habilitierte sie an der TU München zur Thematik „Sicherheit in verteilten Systemen“. Ihre Forschungs- und Lehrtätigkeiten finden sich in den Arbeitsgebieten Betriebssysteme, Middleware, Kommunikationsnetze sowie Informationssicherheit. Ab 2001 war sie Horst-Görtz-Stiftungsprofessorin für Sicherheit in der Informationstechnik am Fachbereich Informatik der Technischen Universität Darmstadt. Im Jahr 2008 gründete sie das Darmstädter Zentrum CASED (Center for Advanced Security Research Darmstadt), dessen stellvertretende Leiterin sie bis 2010 war. Unter ihrer Institutsleitung fokussierte sich das Fraunhofer SIT in Darmstadt ab 2004 vollständig auf IT-Sicherheit. Es entstanden verschiedene Schwerpunkte und neue Forschungsgruppen. Sie gründete den Institutsteil des Fraunhofer SIT in Garching bei München, aus dem innerhalb kürzester Zeit im Jahr 2011 das selbständige Fraunhofer-Institut für Angewandte und Integrierte Sicherheit (AISEC) wurde. Eckert ist bzw. war Mitglied in verschiedenen wissenschaftlichen Beiräten, u. a. im Verwaltungsrat des Deutschen Forschungsnetzes (DFN), in den wissenschaftlichen Beiräten von OFFIS, Bitkom, HIIG, Cyberagentur sowie DIVSI und in der wissenschaftlichen Kommission der Einstein-Stiftung Berlin. Sie war Mitglied des Aufsichtsrats der Airbus Group, der Firma TRUMPF und des Karlsruher Instituts für Technologie und sitzt (Stand 2025) im Aufsichtsrat der Bundesdruckerei GmbH. Außerdem berät sie Ministerien und die öffentliche Hand auf nationaler und internationaler Ebene bei der Entwicklung von Forschungsstrategien und der Umsetzung von Sicherheitskonzepten.
Sie ist Mitglied der Deutschen Akademie der Technikwissenschaften (Acatech) und seit 1. Juli 2025 deren Präsidentin. Sie ist seit 2013 Mitglied der Bayerischen Akademie der Wissenschaften. Außerdem ist sie Ehrenmitglied der Gesellschaft zur Förderung des Forschungstransfers (GFFT).
Die Fachzeitschrift Computerwoche zählte Eckert 2011 zu den Top 100 der bedeutendsten Persönlichkeiten der deutschen ITK-Landschaft. Zu den Kriterien für die Aufnahme in die Liste zählten u. a. Gewicht der Stimme in der Branche, Visionärität, besondere Verdienste, individuelle fachliche Leistung und voraussichtliche künftige Rolle.

## Auszeichnungen
- Im Rahmen der Initiative Wissenschaftsjahr 2014 Die Digitale Gesellschaft des Bundesministeriums für Bildung und Forschung und der Gesellschaft für Informatik wurde sie mit der Auszeichnung Deutschlands Digitale Köpfe geehrt. Die Auszeichnung gilt jenen, die mit ihren Ideen und Projekten die digitale Entwicklung in Deutschland vorantreiben.[5]
- Bayerischer Verdienstorden (2021)[19]
- Hall of Fame der deutschen Forschung (2022)[20]
- Heinz-Maier-Leibnitz-Medaille (2023)[21]

## Veröffentlichungen
- Konzepte und Verfahren zur Konstruktion sicherer, verteilter Systeme. Dissertation, Technische Universität München, 1993.
- IT-Sicherheit. Konzept[e] – Verfahren – Protokolle. Oldenbourg, München 2001; 7. überarbeitete und erweiterte Auflage 2012, ISBN 978-3-486-70687-1.
- IT-Sicherheit. Konzepte – Verfahren – Protokolle. Studienausgabe. Oldenbourg, München u. a. 2005, ISBN 3-486-57676-3 (kompakte und stark gekürzte Fassung des Lehrbuchs).